# Mazus
Mazus (hrv. mazus; lat. lat. Mazus), rod jednogodišnjeg raslinja i puzećih trajnica iz porodice Mazaceae, dio reda medićolike. Tradicionalno, porodica je bila podijeljena na 3 roda dok 2021. jedna vrsta nije izdvojena iz roda Mazus i svrstana u zasebni rod Puchiumazus.
Rasprostranjenost: Srednja Azija i ruski Daleki istok (2), Himalaja od Kašmira do Butana, Indija, Mjanmar, zapadna i jugoistočna Kina, poluotok Koreja, Japan, Tajvan, Malezija, Australija, Tasmanija, Novi Zeland, Melanezija do Fidžija.

## Vrste
1. Mazus alpinus Masam.
2. Mazus arenarius Heenan, P.N.Johnson & C.J.Webb
3. Mazus caducifer Hance
4. Mazus celsioides Hand.-Mazz.
5. Mazus danxiacola Bo Li & B.Chen
6. Mazus delavayi Bonati
7. Mazus dentatus Wall. ex Benth.
8. Mazus fauriei Bonati
9. Mazus fruticosus Bo Li, D.G.Zhang & C.L.Xiang
10. Mazus fukienensis P.C.Tsoong
11. Mazus goodeniifolius (Hornem.) Pennell
12. Mazus gracilis Hemsl.
13. Mazus henryi P.C.Tsoong
14. Mazus humilis Hand.-Mazz.
15. Mazus jiangshiensis Y.Bin Chen, Xin Y.Chen & Liang Ma; otkrivena 2024.
16. Mazus kweichowensis P.C.Tsoong & H.P.Yang
17. Mazus lalashanensis S.S.Ying
18. Mazus lecomtei Bonati
19. Mazus longipes Bonati
20. Mazus miquelii Makino
21. Mazus motuoensis W.B.Ju, Bo Xu bis & X.F.Gao
22. Mazus novaezeelandiae W.R.Barker
23. Mazus oliganthus H.L.Li
24. Mazus omeiensis H.L.Li
25. Mazus procumbens Hemsl.
26. Mazus pulchellus Hemsl.
27. Mazus pumilio R.Br.
28. Mazus pumilus (Burm.f.) Steenis
29. Mazus quadriprotuberans N.Yonez.
30. Mazus radicans (Hook.f.) Cheeseman
31. Mazus rockii H.L.Li
32. Mazus saltuarius Hand.-Mazz.
33. Mazus solanifolius P.C.Tsoong & H.P.Yang
34. Mazus somggangensis S.S.Ying
35. Mazus spicatus Vaniot
36. Mazus stachydifolius (Turcz.) Maxim.
37. Mazus sunhangii D.G.Zhang & T.Deng
38. Mazus surculosus D.Don
39. Mazus tainanensis T.H.Hsieh
40. Mazus uniflorus S.S.Ying
41. Mazus wanmuliensis M.Qian & L.B.Geng
42. Mazus xiuningensis X.H.Guo & X.L.Liu